# Alípio de Bizâncio
Alípio ou Olímpio (em grego:  Αλύπιος ou Ολύμπιος) foi bispo de Bizâncio durante a segunda metade do século II d.C. A data de quando ele se tornou bispo não é certa, mas é provável que tenha sido entre 169 e 197. Acredita-se ainda que seu reinado tenha durado apenas três anos (o período considerado pelo Patriarcado Ecumênico de Constantinopla é 166 - 169).